# Mississauga-Nord
Pour les articles homonymes, voir Mississauga (homonymie).
Mississauga-Nord fut une circonscription électorale fédérale de l'Ontario, représentée de 1979 à 1988.
La circonscription de Mississauga-Nord a été créée en 1976 à partir d'Halton et de Mississauga. Abolie en 1987, elle fut redistribuée parmi Mississauga-Est, Mississauga-Ouest et Mississauga-Sud.

## Géographie
En 1976, la circonscription de Mississauga-Nord comprenait:
- Une partie de la ville de Mississauga délimitée au nord par l'Autoroute no.5, Cawtrha Road et par la Queen Elizabeth Way

## Députés
1. 1979-1980 — Alex Jupp, PC
2. 1980-1984 — Douglas Fisher, PLC
3. 1984-1988 — Bob Horner, PC

- PC = Parti progressiste-conservateur
- PLC = Parti libéral du Canada